# Дерижанов, Мартирос Семёнович
Мартирос Семёнович Дерижанов (1867 — 1900, Ялта, Таврическая губерния) — русский врач и общественный деятель.
Специалист по внутренним болезням. Жил и работал в Ялте. Был членом правления Благотворительного общества и попечителем малоимущих приезжих больных.

## Биография
Родился в 1867 году. Учился на медицинском факультете Московского императорского университета. Увлекся демократическими и либеральными идеями, принимал участие в студенческих забастовках и митингах, за что и был исключен из университета.
После годичного перерыва в учёбе ему было разрешено продолжить образование в Харькове, где в 1897 году окончил медицинский факультет университета. В 1896 году женился на дочери табачного фабриканта из Армавира и на короткое время уехал с женой в Германию. Там заболел туберкулезом легких. Лечился в Швейцарии, затем переехал в Крым, в Ялту.

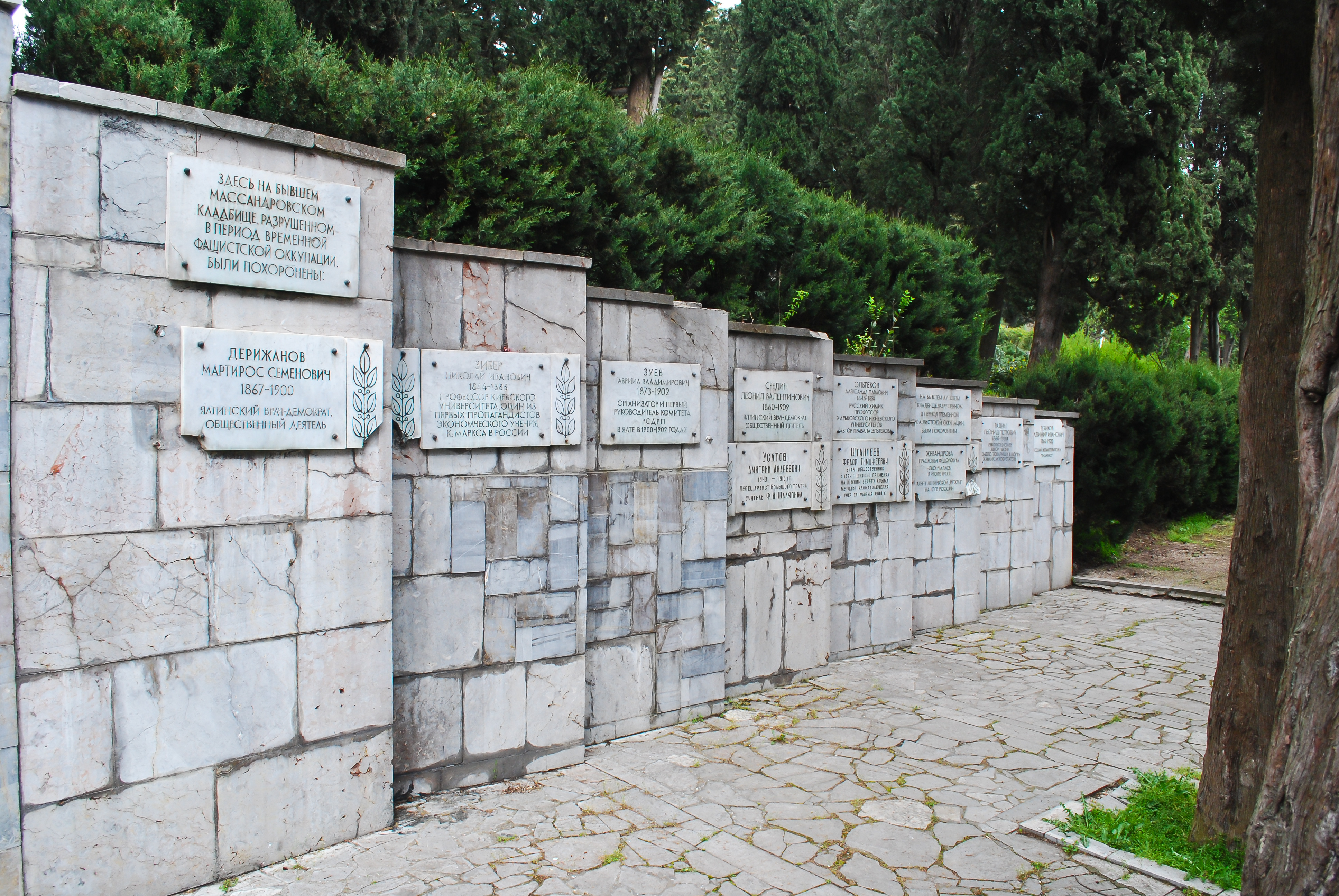
Памятная табличка на Поликуровском мемориале

В 1897—1898 годах был личным врачом украинской поэтессы Леси Украинки. Во время двухлетнего пребывания в Ялте поэтесса жила в его семье на арендованной Мартиросом и Екатериной Дерижановыми вилле «Ифигения». Супруги Дерижановы создали для поэтессы уютную домашнюю атмосферу. Вилла не сохранилась (ее разрушили во время Великой Отечественной войны).
Мартирос Дерижанов умер в 14 января (26 января по новому стилю) 1900 года. Его похоронили на Массандровском кладбище. После закрытия ряда ялтинских кладбищ памятная табличка была установлена на Поликуровском мемориале